# Championnats d'Europe de char à voile 2000
Navigation
1999 2001
Les 38e championnats d'Europe de char à voile 2000, organisés par le pays hôte sous l'égide de la fédération internationale du char à voile, se sont déroulés à Terschelling aux Pays-Bas et à Portbail dans le département de la Manche en France. Ce sont aussi les 7e championnats du monde de char à voile 2000,.

## Podiums
| Épreuve         | Or                   | Argent           | Bronze                 |
| Terschelling    | Terschelling         | Terschelling     | Terschelling           |
| --------------- | -------------------- | ---------------- | ---------------------- |
| Classe Standart | Damien Telle         | Colin Palmer     | Sylvain Lebaillif      |
| Classe 2        | Jean-Marc Grimonpont | Didier Gervais   | Jean-Claude Morel      |
| Classe 3        | Bertrand Lambert     | Gabriel Valat    | Hans -Werner Eickstädt |
| Classe 5        | Michel Jacq          | Brice Petit      | Aurélien Morandière    |
| Portbail        |                      |                  |                        |
| Classe 7        | Vincent Dedisse      | Olivier Bruant   | Marc Hermel            |
| Classe 8        | Stephan KnickMeier   | Roland Felleiter | Johny Jensen           |

## Tableau des médailles par nation
| Rang | Nation           | Or | Argent | Bronze | Total |
| ---- | ---------------- | -- | ------ | ------ | ----- |
| 1    | France           | 5  | 4      | 4      | 13    |
| 2    | Allemagne        | 1  | 1      | 1      | 3     |
| 3    | Nouvelle-Zélande | -  | 1      | -      | 1     |
| 4    | Danemark         | -  | -      | 1      | 1     |